# Arnaud Clément
Arnaud Marcel Maurice Clément (17 de diciembre de 1977) es un extenista profesional francés, nacido en Aix-en-Provence.
En el Torneo de Roland Garros de 2004 Clément cayó ante Fabrice Santoro por 6-4, 6-3, 6-7, 3-6 y 16-14, en 6 horas y 33 minutos. Se trata del segundo partido más extenso en la era profesional del tenis masculino detrás del de John Isner y Nicolas Mahut en el torneo de Wimbledon 2010 que duró 11 horas y 5 minutos con el resultado final de 6-4 3-6 6-7(7) 7-6(3) y 70-68 para el estadounidense. También llegó a la final del Australian Open, perdiendo ante Andre Agassi. Desde junio de 2012 es el capitán del equipo de Copa Davis de su país.

## Vida personal
En enero de 2008 comenzó una relación con la cantante francesa Nolwenn Leroy.

## Torneos de Grand Slam

### Finalista en Individuales (1)
| Año  | Campeonato           | Oponente en la final | Resultado en final |
| 2001 | Abierto de Australia | Andre Agassi         | 4-6, 2-6, 2-6      |

### Campeón Dobles (1)
| Año  | Torneo    | Pareja         | Oponentes en la final | Resultado             |
| 2007 | Wimbledon | Michael Llodra | Bob Bryan Mike Bryan  | 6-7(5), 6-3, 6-4, 6-4 |

### Finalista Dobles (1)
| Año  | Torneo               | Pareja         | Oponentes en la final    | Resultado   |
| 2008 | Abierto de Australia | Michael Llodra | Jonathan Erlich Andy Ram | 5-7, 6-7(4) |

## Títulos (16; 4+12)

### Individuales (4)
| Leyenda                                                  |
| Grand Slam (0)                                           |
| ATP Wourld Tour Final (0)                                |
| ATP Masters 1000 (0)                                     |
| ATP World Tour 500 series (0)                            |
| ATP International Series / ATP World Tour 250 series (4) |

| N.º | Fecha                    | Torneo     | Superficie | Oponente en la final | Resultado     |
| --- | ------------------------ | ---------- | ---------- | -------------------- | ------------- |
| 1.  | 6 de noviembre de 2000   | Lyon       | Moqueta    | Patrick Rafter       | 7-6(2) 7-6(5) |
| 2.  | 29 de septiembre de 2003 | Metz       | Dura       | Fernando González    | 6-3 1-6 6-3   |
| 3.  | 13 de febrero de 2006    | Marsella   | Dura       | Mario Ančić          | 6-4 6-2       |
| 4.  | 31 de julio de 2006      | Washington | Dura       | Andy Murray          | 7-6(3) 6-2    |

#### Finalista en individuales (7)
| N.º | Fecha                | Torneo               | Superficie | Oponente en la final | Resultado      |
| --- | -------------------- | -------------------- | ---------- | -------------------- | -------------- |
| 1.  | 1 de febrero de 1999 | Marsella             | Dura (i)   | Fabrice Santoro      | 3-6 6-4 4-6    |
| 2.  | 15 de enero de 2001  | Abierto de Australia | Dura       | Andre Agassi         | 4-6 2-6 2-6    |
| 3.  | 17 de junio de 2002  | 's-Hertogenbosch     | Hierba     | Sjeng Schalken       | 6-3 3-6 2-6    |
| 4.  | 16 de junio de 2003  | 's-Hertogenbosch     | Hierba     | Sjeng Schalken       | 3-6 4-6        |
| 5.  | 6 de octubre de 2003 | Lyon                 | Dura (i)   | Rainer Schuettler    | 5-7 3-6        |
| 6.  | 18 de junio de 2007  | Nottingham           | Hierba     | Ivo Karlović         | 6-3 4-6 4-6    |
| 7.  | 11 de enero de 2010  | Auckland             | Dura       | John Isner           | 3-6 7-5 6-7(2) |

### Clasificación en torneos del Grand Slam
| Torneo             | 2012 | 2011 | 2010 | 2009 | 2008 | 2007 | 2006 | 2005 | 2004 | 2003 | 2002 | 2001 | 2000 | 1999 | 1998 | 1997 | Títulos |
| ------------------ | ---- | ---- | ---- | ---- | ---- | ---- | ---- | ---- | ---- | ---- | ---- | ---- | ---- | ---- | ---- | ---- | ------- |
| Australian Open    | -    | 1R   | 1R   | 2R   | 1R   | 2R   | 1R   | 1R   | 1R   | -    | 2R   | F    | 4R   | 2R   | 1R   | -    | 0       |
| Roland Garros      | 1R   | 2R   | 1R   | 2R   | 1R   | 1R   | -    | 2R   | 1R   | 4R   | 3R   | 1R   | 2R   | 2R   | 1R   | 1R   | 0       |
| Wimbledon          | 3R   | 1R   | 3R   | 1R   | CF   | 1R   | 2R   | 1R   | 1R   | 2R   | 4R   | 4R   | 2R   | 2R   | 1R   | 3R   | 0       |
| US Open            | -    | 1R   | 3R   | -    | 1R   | 2R   | 1R   | 3R   | 2R   | 2R   | 4R   | 4R   | CF   | 4R   | 1R   | -    | 0       |
| Tennis Masters Cup | -    | -    | -    | -    | -    | -    | -    | -    | -    | -    | -    | -    | -    | -    | -    | -    | 0       |

### Dobles (12)
| Leyenda                |
| Grand Slam (1)         |
| Tennis Masters Cup (0) |
| ATP Masters Series (2) |
| ATP Tour (9)           |

| N.º | Fecha                  | Torneo          | Superficie    | Pareja             | Oponentes en la final                | Resultado          |
| --- | ---------------------- | --------------- | ------------- | ------------------ | ------------------------------------ | ------------------ |
| 1.  | 10 de abril de 2000    | Casablanca      | Tierra batida | Sébastien Grosjean | Lars Burgsmüller Andrew Painter      | 7-6(4) 6-4         |
| 2.  | 11 de febrero de 2002  | Marsella        | Dura          | Nicolas Escudé     | Julien Boutter Max Mirnyi            | 6-4 6-3            |
| 3.  | 8 de marzo de 2004     | Indian Wells    | Dura          | Sébastien Grosjean | Wayne Black Kevin Ullyett            | 6-3 4-6 7-5        |
| 4.  | 11 de octubre de 2004  | Metz            | Dura          | Nicolas Mahut      | Ivan Ljubičić Uros Vico              | 6-2 7-6(10)        |
| 5.  | 25 de octubre de 2004  | San Petersburgo | Moqueta       | Michael Llodra     | Dominik Hrbaty Jaroslav Levinsky     | 6-3 6-2            |
| 6.  | 22 de octubre de 2006  | Lyon            | Moqueta       | Julien Benneteau   | Frantisek Cermak Jaroslav Levinsky   | 6-2 6-7(3) 10-7    |
| 7.  | 5 de noviembre de 2006 | París           | Moqueta       | Michael Llodra     | Fabrice Santoro Nenad Zimonjić       | 7-6(4) 6-2         |
| 8.  | 11 de febrero de 2007  | Marsella        | Dura          | Michael Llodra     | Mark Knowles Daniel Nestor           | 7-5 4-6 10-8       |
| 9.  | 25 de junio de 2007    | Wimbledon       | Hierba        | Michael Llodra     | Bob Bryan Mike Bryan                 | 6-7(5) 6-3 6-4 6-4 |
| 10. | 1 de octubre de 2007   | Metz            | Dura          | Michael Llodra     | Mariusz Fyrstenberg Marcin Matkowski | 6-1 6-4            |
| 11. | 5 de octubre de 2008   | Metz            | Dura          | Michael Llodra     | Mariusz Fyrstenberg Marcin Matkowski | 5-7 6-3 10-8       |
| 12. | 16 de febrero de 2009  | Marsella        | Dura (i)      | Michael Llodra     | Julian Knowle Andy Ram               | 3-6 6-3 10-8       |

### Finalista en dobles (10)
- 2001: Lyon (junto con Sébastien Grosjean pierden ante Daniel Nestor y Nenad Zimonjić)
- 2004: Adelaida (junto con Michael Llodra pierden ante Bob Bryan y Mike Bryan)
- 2005: Sídney (junto con Michael Llodra pierden ante Mahesh Bhupathi y Todd Woodbridge)
- 2005: Milán (junto con Jean-François Bachelot pierden ante Martin Damm y Radek Štěpánek)
- 2006: s´Hertogenbosch (junto con Chris Haggard pierden ante Martin Damm y Leander Paes)
- 2007: Estocolmo (junto a Michael Llodra pierden ante Jonas Björkman y Max Mirnyi)
- 2008: Australian Open (junto a Michael Llodra pierden ante Jonathan Erlich y Andy Ram)
- 2009: Metz (junto a Michael Llodra pierden ante Colin Fleming y Ken Skupski)
- 2009: Lyon (junto a Sébastien Grosjean pierden ante Julien Benneteau y Nicolas Mahut)
- 2010: Zagreb (junto a Olivier Rochus pierden ante Jurgen Melzer y Philipp Petzschner)

### Challengers singles (1)
| N.º | Fecha              | Torneo    | Superficie | Oponente en la final | Resultado |
| --- | ------------------ | --------- | ---------- | -------------------- | --------- |
| 1.  | 2 de marzo de 2009 | Cherbourg | Dura (i)   | Thierry Ascione      | 6-2 6-4   |